# The New Lawn
The New Lawn est un stade de football situé à Nailsworth, dans le Gloucestershire. Depuis 2006, il accueille le Forest Green Rovers FC, un club de League Two.

## Histoire
Au cours de la saison 2007-2008, le stade a été partagé avec la ville de Gloucester.
Le stade a une capacité de 5 140 personnes, dont 2 000 places assises. Il a remplacé The Lawn Ground en tant que stade local des Forest Green Rovers et devrait être remplacé par un nouveau stade situé à proximité de l’autoroute M5.